# Denza (azienda)
La Denza, chiamata anche Shenzhen BYD New Energy, è una casa automobilistica cinese fondata nel 2010 con sede a Shenzhen, facente parte della BYD Auto.

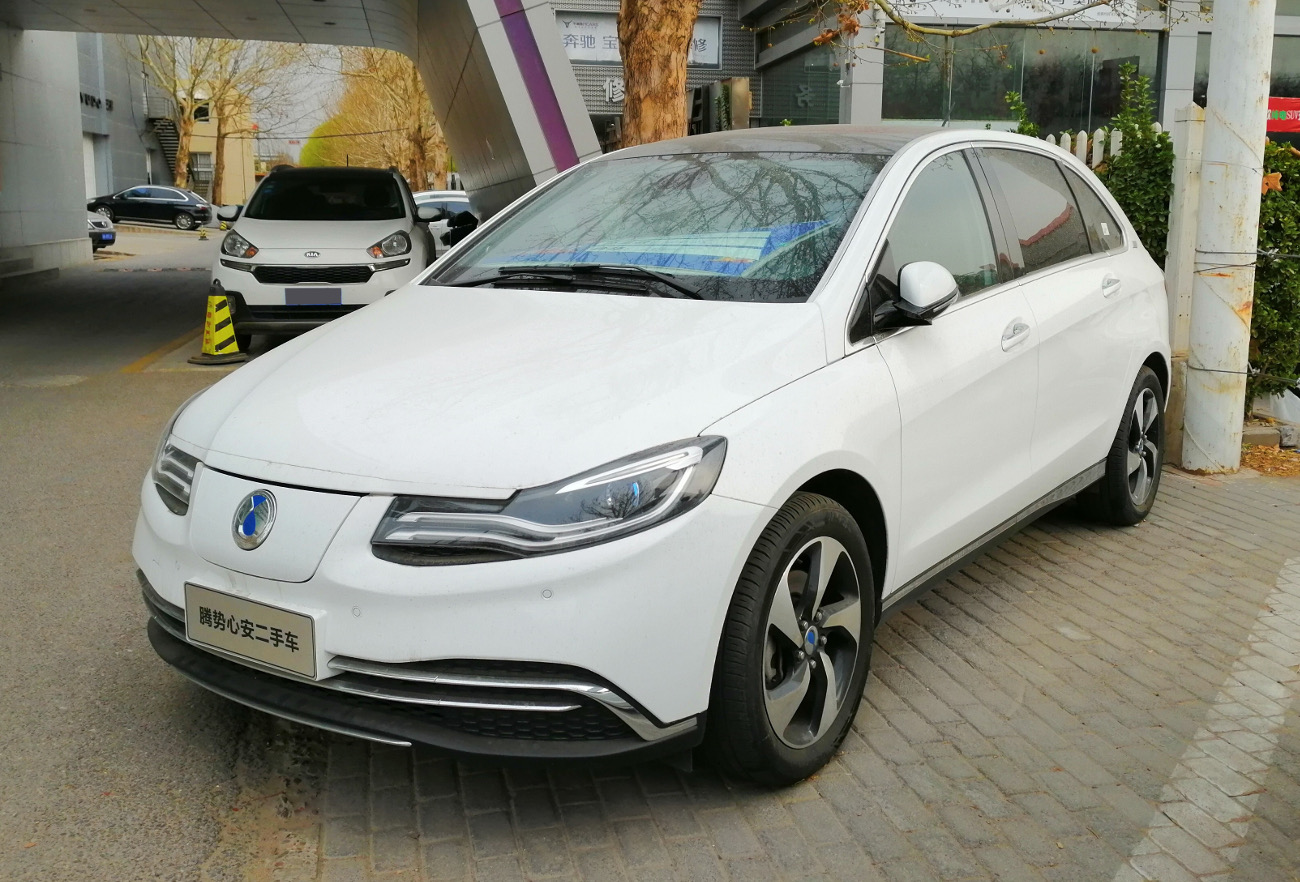
Denza 500

Attiva principalmente nella costruzione di auto elettriche, è stata creata attraverso una joint venture paritetica tra la BYD e il gruppo Mercedes-Benz nel maggio 2010. Nel dicembre 2021 la Daimler ha ceduto gran parte della sua quota alla BYD.

## Storia

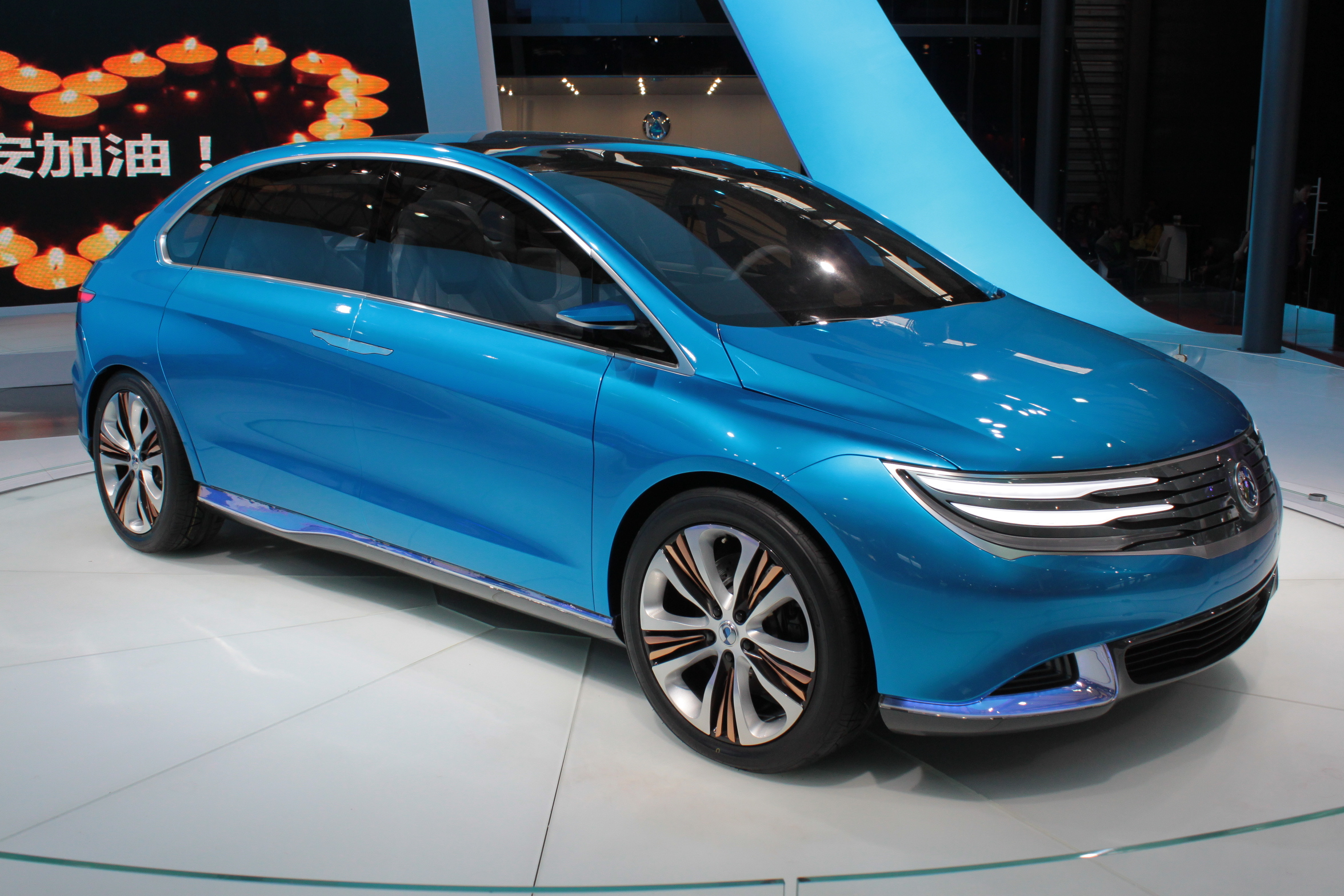
Denza NEV

Il 1º marzo 2010, BYD Auto e Daimler AG firmarono un memorandum d'intesa per lo sviluppo e la progettazione in maniera congiunto di veicoli elettrici. Tale atto portò alla creazione di una nuova azienda con azionariato paritetico, la Shenzhen BYD Daimler New Technology Co., Ltd., che fu formalmente fondata il 27 maggio 2010 e ricevette la licenza commerciale dallo stato cinese nel marzo 2011. Il primo frutto di questa alleanza fu la creazione del marchio Denza, che debuttò nel marzo 2012 con una concept car presentata per la prima volta nell'aprile 2012 al salone di Pechino. La versione definitiva per la produzione in serie avrebbe dovuto debuttare sul mercato nel settembre 2014, ma a causa di alcuni problemi la data di lancio venne posticipata a dicembre dello stesso anno.

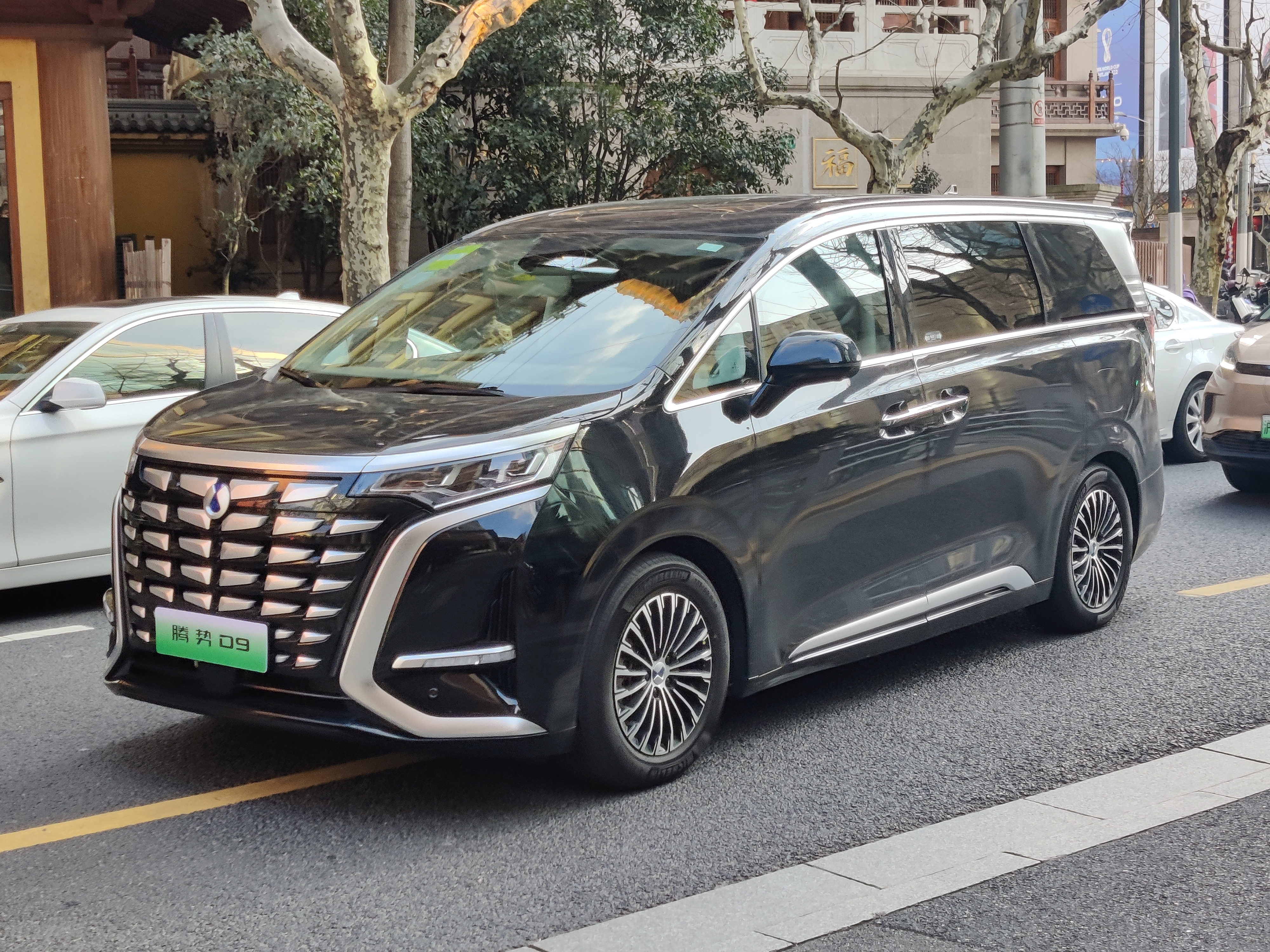
Denza D9

## Modelli

### In produzione
- Denza D9
- Denza N7
- Denza N8
- Denza Z9

### Fuori produzione
- Denza 500
- Denza X